# Tutazá (kommun i Colombia)
Tutazá är en kommun i Colombia.   Den ligger i departementet Boyacá, i den centrala delen av landet, 210 km nordost om huvudstaden Bogotá. Antalet invånare är 2 254.